# Pettyesszárnyú aprópapagáj
A pettyesszárnyú aprópapagáj (Touit stictopterus), korábban foltosszárnyú papagáj, a madarak osztályának papagájalakúak (Psittaciformes) rendjébe a papagájfélék (Psittacidae) családjába és az araformák (Arinae) alcsaládjába tartozó faj.

## Rendszerezése
A fajt Charles B. Cory amerikai ornitológus írta le 1913-ban, az Urochroma nembe Urochroma stictoptera néven. Használták a Touit stictoptera nevet is. Egyes szervezetek még a jákópapagáj-formák (Psittacinae) alcsaládjába sorolják.

## Előfordulás
Az Andokban, Kolumbia, Ecuador és Peru területén honos. Természetes élőhelyei a szubtrópusi vagy trópusi hegyi esőerdők és száraz erdők. Állandó, nem vonuló faj.

## Megjelenése
Átlagos testhossza 18 centiméter, testtömege 71-84 gramm.

## Természetvédelmi helyzete
Az elterjedési területe még nagy, de csökken, egyedszáma 600-1700 példány közötti és szintén csökken. A Természetvédelmi Világszövetség Vörös listáján mérsékelten fenyegetett fajként szerepel.